# Хоромский сельсовет
Хоромский сельсовет (белор. Харомскі сельсавет) — административная единица на территории Столинского района Брестской области Беларуси. Административный центр — деревня Хоромск.

## История
Образован в 1940 г.

## Состав
Хоромский сельсовет включает 5 населённых пунктов:
- Лисовичи — деревня
- Туры — деревня
- Уголец — деревня
- Хоромск — деревня
- Хорск — деревня

## Достопримечательности
В Хоромске расположена православная церковь Рождества Богородицы. Этот храм в центре деревни построен из кирпича в 1995 г.
В центре Туров расположена Троицкая церковь, построенная в 1990-х гг. Храм возведен из кирпича по канонам древнерусского зодчества. На кладбище за Троицкой церковью находится небольшая часовня XIX века. 
В Хорске расположена часовня Святой Троицы. Православный храм построен в конце XIX века из дерева. Часовня Святой Троицы является памятником народной архитектуры. Перед часовней установлена небольшая звонница в виде каркаса на четырёх столбах. 